# Edward Czerwiński
Edward Józef Czerwiński (Érié, 6 juin 1929 - Érié, 16 février 2005) est un expert américain de la littérature slave, impresario de théâtre dans les années 1970 et 1980.
Il introduisit plusieurs dramaturges de l’Europe de l'Est dans les auditoires américains ; il fut aussi le fondateur et le directeur de Centre culturel slave de Port Jefferson à New York et enseigna à l’Université d'État de New York à Stony Brook.